# Ministère des Affaires sociales et de la Santé (Finlande)
Pour les articles homonymes, voir Ministère des Affaires sociales et de la Santé.
Le ministère des Affaires sociales et de la Santé (en finnois : Suomen sosiaali- ja terveysministeri) est un ministère finlandais.

## Établissements rattachés
Le Ministère des affaires sociales et de la santé emploie plus de 3 400 personnes et gère plusieurs institutions et agences indépendantes qui mettent en œuvre les objectifs sociaux du Ministère et participent aux projets de programme du gouvernement.
Selon l'accord de performance quadriennal du ministère, celui ci supervise:
- Agences d'administration régionales (AVI)[note 1],
- Centre de sécurité et de développement pharmaceutique (Fimea),
- Agence d'autorisation et de contrôle des affaires sociales et sanitaires (Valvira),
- Commission d'appel de la retraite (fi) (TELK)
- Commission de recours pour les accidents du travail (fi)
- Institut national de la santé et du bien-être (THL)
- Centre de soutien aux organisations sociales et de santé (STEA)
- Conseil des accidents de la circulation (fi) (LVK)
Le Conseil des accidents de la route est un organisme statutaire qui s'occupe des questions d'indemnisation en matière d'assurance automobile. Les décisions du conseil sont des recommandations, mais dans la pratique, les compagnies d'assurance et les tribunaux suivent les recommandations du conseil presque sans exception. La mission légale de la commission est d'émettre des déclarations en matière d'indemnisation en matière d'assurance automobile.
  - Des relevés peuvent être demandés
  - La compagnie d'assurance doit demander l'avis du conseil dans les questions concernant certains dommages corporels. La partie lésée a le droit de demander un avis à la commission sur l'indemnisation des dommages causés par la circulation ou sur d'autres litiges liés à l'indemnisation des dommages. Outre l'indemnisation des dommages, il s'agit par exemple de la question d'une modification du bonus d'assurance automobile causée par le dommage.
  - Le conseil donne également des instructions pour unifier les opérations de compensation.
- Institut de la santé au travail (fi) (TTL)
- Commission d'appel de la sécurité sociale (fi) (SAMU)
- Commission d'appel de l'assurance chômage (fi)
- Centre de soutien aux organisations sociales et de santé
- Autorité de sûreté nucléaire et de radioprotection (STUK),

- Institut national de la santé et du bien-être
  - Ancien hôpital de Vaasa
  - Hôpital de Niuvanniemi
  - Maisons-écoles
  - Unité de soins de santé en prison